# Neápolis (Propóntide)
Neápolis (en griego, Νεάπολις) fue una antigua ciudad griega de la Propóntide, en Tracia. No se debe confundir con otra antigua ciudad también llamada Neápolis y ubicada más al oeste, en el golfo Estrimónico, también en Tracia.  
Está documentada su pertenencia a la Liga de Delos puesto que es citada en los registros de tributos de Atenas entre los años 442/1 y 430/9 a. C. En alguno de estos registros se le da el epíteto ἀπ’ Ἀθενόν, por lo que se supone que había sido fundada por los atenienses.
Se ha sugerido que podría haber estado localizada en la actual población turca de Erikli.